# 通信筒
通信筒（つうしんとう）は、通信文書を入れて飛行機上などから地上に投下される円筒である。

## 概要
大日本帝国軍の通信筒は、長さ20cm、中径3-4cmの革または厚紙製の正円筒で、重錘を装し、一端に紅白色の長い布を付したものであった。その受領を確実ならしめるために、飛行機は地上軍隊の上空に至ると、煙火信号で、隊号布板を布置することを要求し、地上で布板が布置されるのを見て、ついで通信筒が投下される。地上軍隊は布板信号その他の臨機応変の措置で受領した意を飛行機に通じる。飛行機は、通信筒の投下のために、敵情、地形などによって一定しがたいが、投下の確実を期して高度200m-300mから投下するのを可とする。